# Jardín Botánico de Potsdam

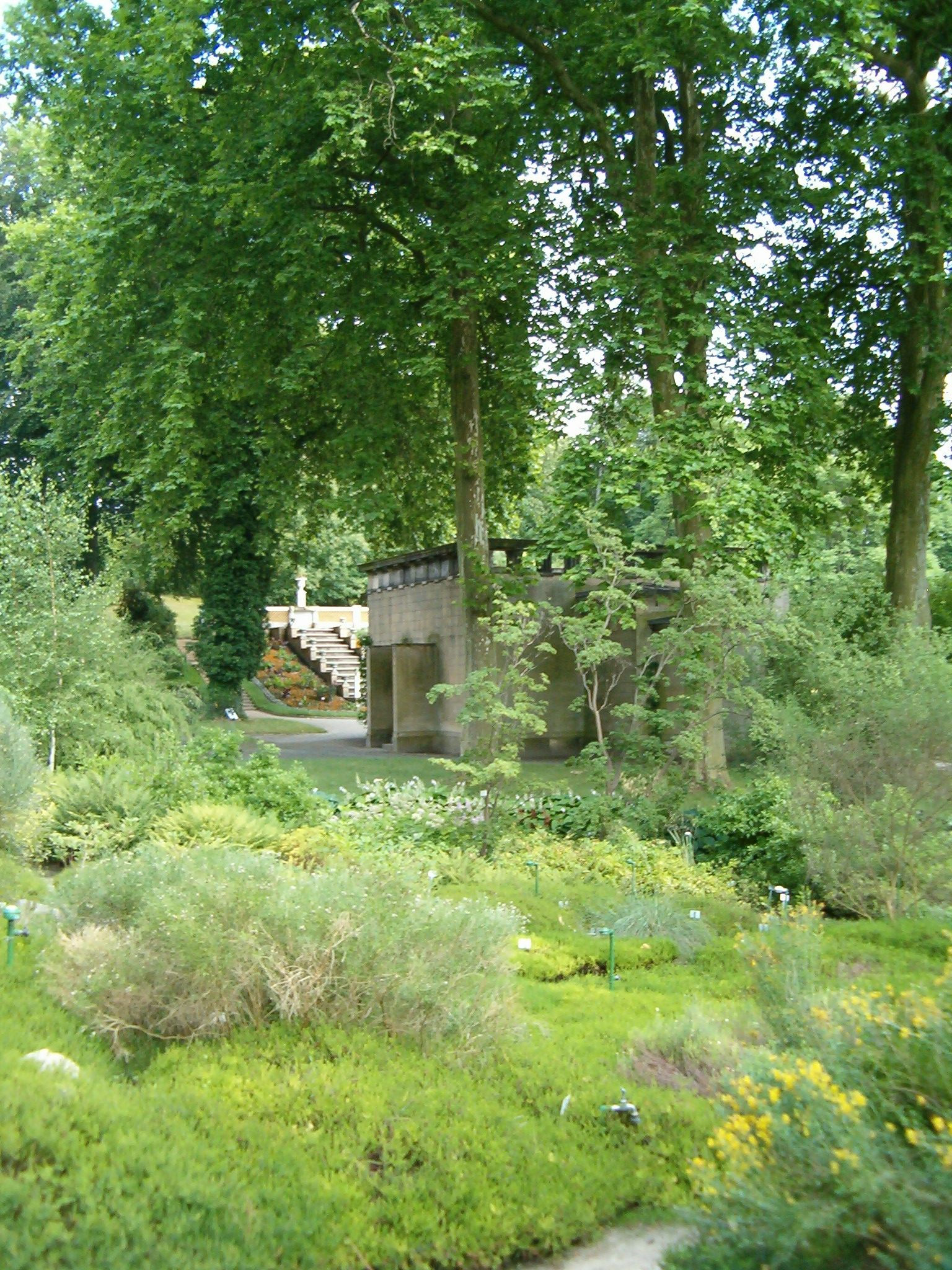
Jardín de brezos y escalera de agua al fondo, en el Botanischer Garten Potsdam.

El Jardín Botánico de Potsdam en alemán : Botanischer Garten Potsdam también conocido como Botanischer Garten der Universität Potsdam, es un jardín botánico y arboreto, de 8.5 hectáreas en total de las que 5 hectáreas son visitables por el público, que está administrado por la Universidad de Potsdam. Es miembro del BGCI y su código de reconocimiento internacional como institución botánica así como de su herbario es POTSD.

## Localización
Se encuentra ubicado al suroeste del Palacio de la Orangerie en Maulbeerallee 2.
Botanischer Garten der Universität Potsdam, Universität Potsdam, Botanischer Garten, Am Venen Palais, PF 60 15 53, Potsdam, Brandeburgo, Deutschland-Alemania.
Se encuentra abierto a diario pagando una tarifa de entrada.

## Historia

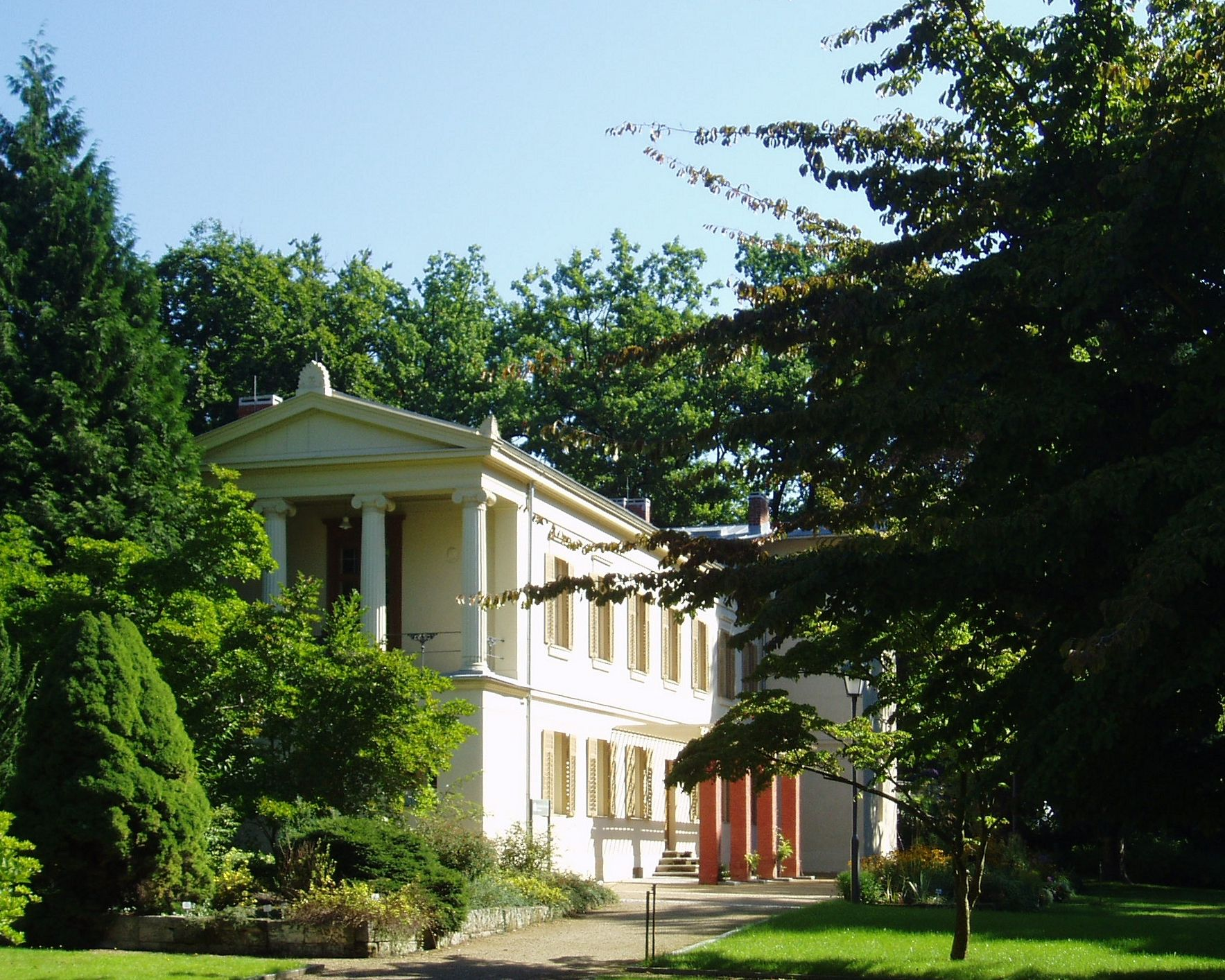
Villa Witwe Persius (en la parte suroeste).

El jardín fue establecido en 1950 en dos diagramas de tierra adyacentes: parte del parque de Sanssouci, y el jardín del paraíso «  Paradiesgarten » (cerca de 2.5 hectáreas). Después de la Segunda Guerra Mundial, el parque de Sanssouci fue controlado por el Ejército Rojo, y formó brevemente como una rama parte del jardín botánico de Moscú de la Academia de Ciencias.
En 1950 el jardín botánico actual, fue creado en el borde norteño de Sanssouci con el « Maulbeerallee » que dividía el jardín en dos áreas distintas. Al norte es el jardín del paraíso, ahora un jardín dedicado a la enseñanza y un jardín de exhibición; y al lado sur está el edificio del instituto, los invernaderos, y el espacio al aire libre.

## Colecciones
Actualmente el jardín botánico cultiva 9,000 taxones, con unas buenas colecciones de suculentas (880), Begoniaceae (89 spp.), Araceae (c.250 spp.), Aizoaceae (c.260 spp.), Haworthia (55 spp.), helechos (230), Proteaceae australianas, orquídeas (320), quimeras, especies invasivas, y hierbas medicinales chinas.

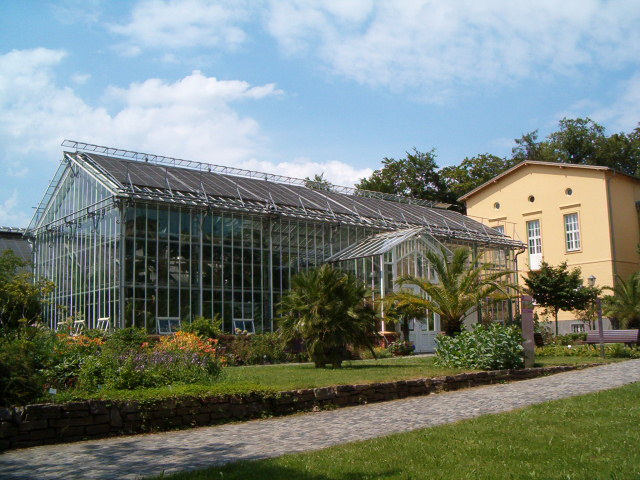
Casa de la Palmera.

El jardín cultiva cerca de 4.000 taxoness al aire libre, incluyendo 50 especies de plantas amenazadas de extinción de la región de Brandeburgo.
Las secciones importantes al aire libre incluyen :
- Arboreto;
- Colecciones del este de Asia y estepas de Eurasia;
- Colecciones de plantas de los bosques caducifolios de Centroeuropa;
- Praderas de Norteamérica;
- Alpinum;
- Colección de rhododendron;
- Flores silvestres;
- Rosaleda;
- Humedales y plantas acuáticas;
- Ilustración morfológica de los jardines con variedades de hojas, tallos, raíces, flores, y frutos;
- Colección de plantas útiles incluyendo tintes, fibras, y alimentos cosechables;
- Plantas medicinales y aromáticas;
- Especies protegidas y plantas en peligro de Alemania.

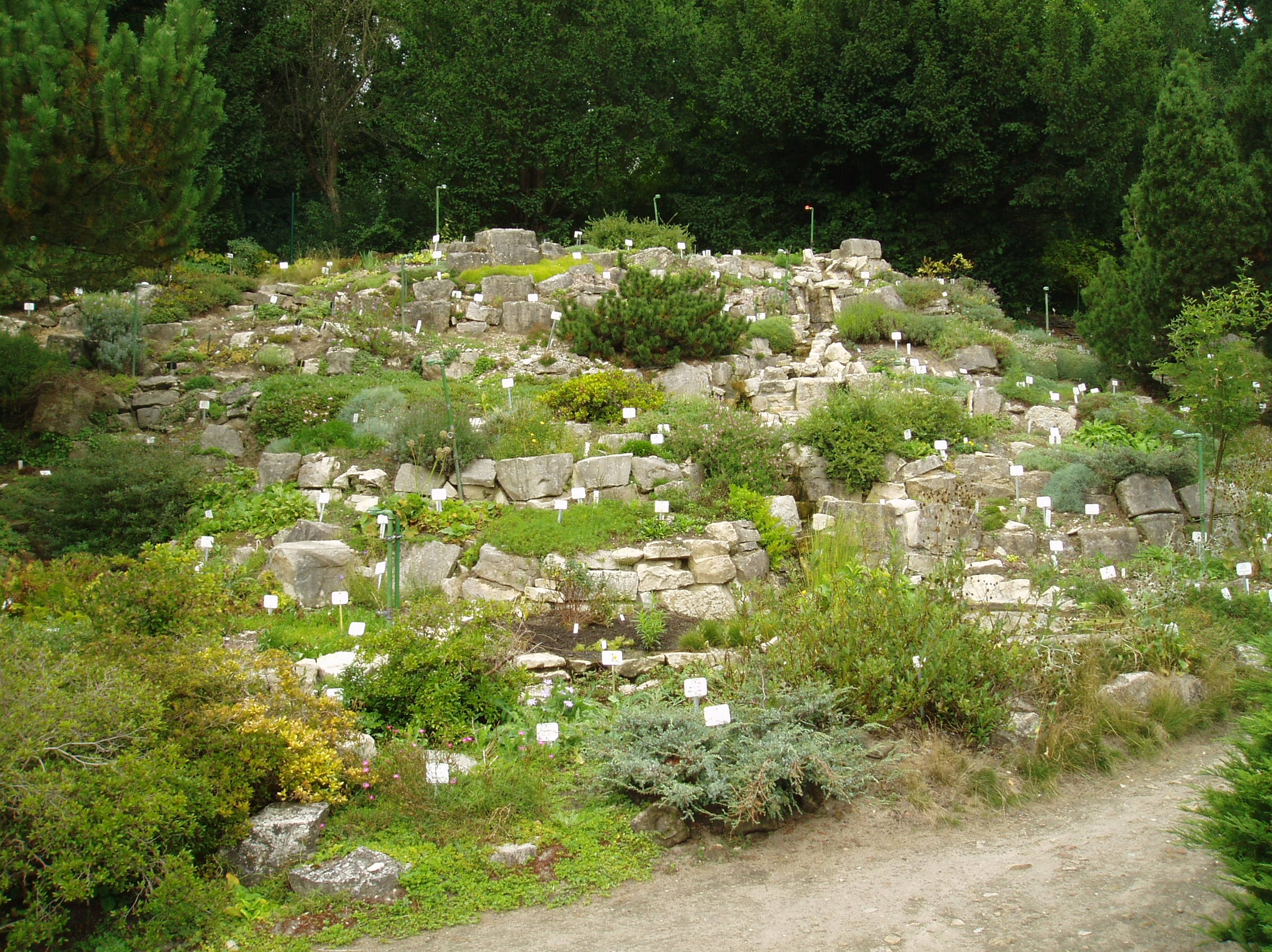
Alpinum.

El jardín alberga 10 invernaderos (approximadamente con 3,000 m² de área total) contienen unas 4,600 plantas del Mediterráneo, tropicales, y subtropicales incluyendo, casa de helechos, casa de cactus, acuario, estas casas contienen plantas del café, cacao, bananas, caña de azúcar, algodón, guayabas, arroz, plantas carnívoras, plantas suculentas, bromelias epifítas, orquídeas, y Victoria cruziana.

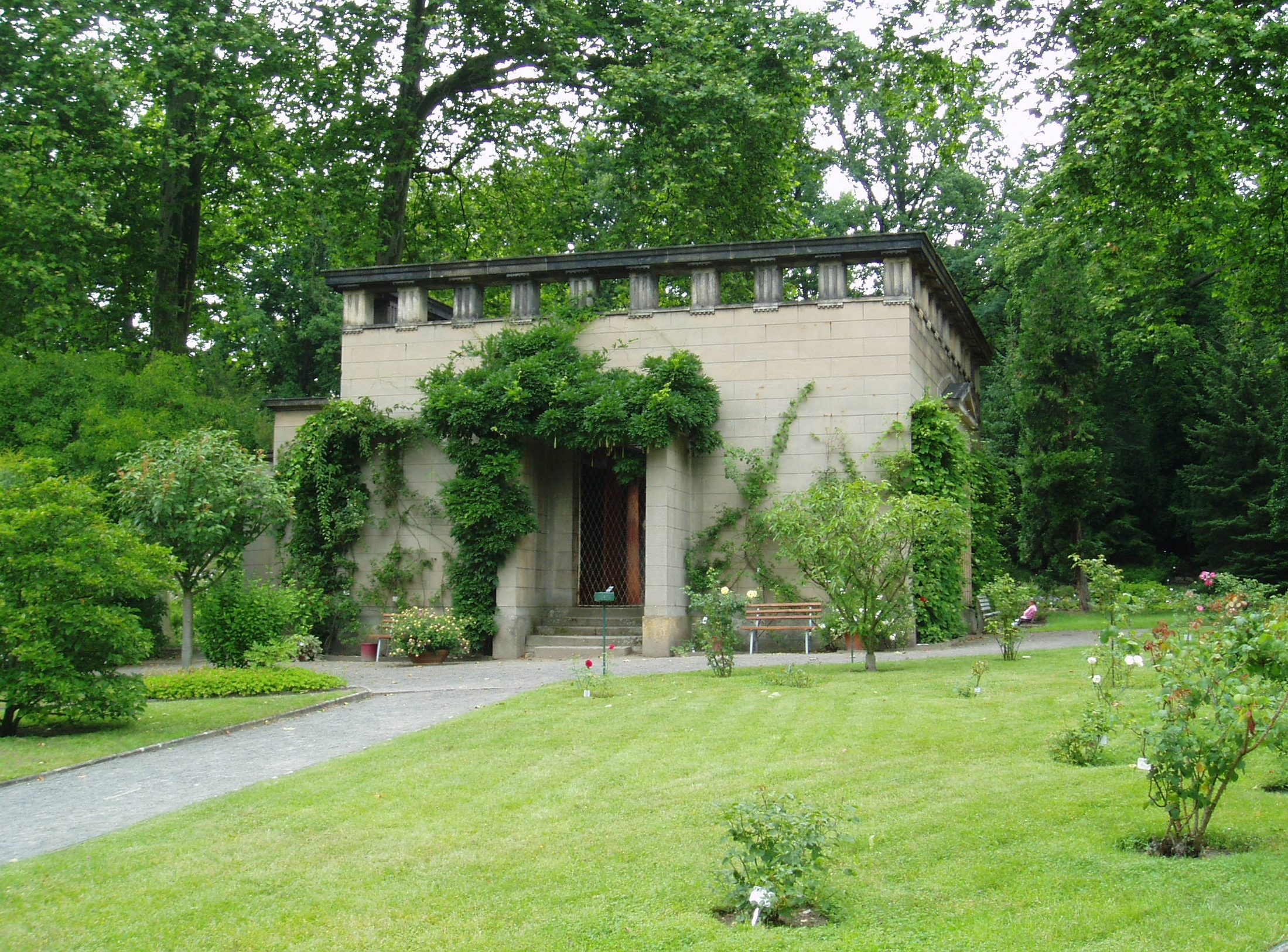
Atrium de Pabellón de jardín, en el Stibadium
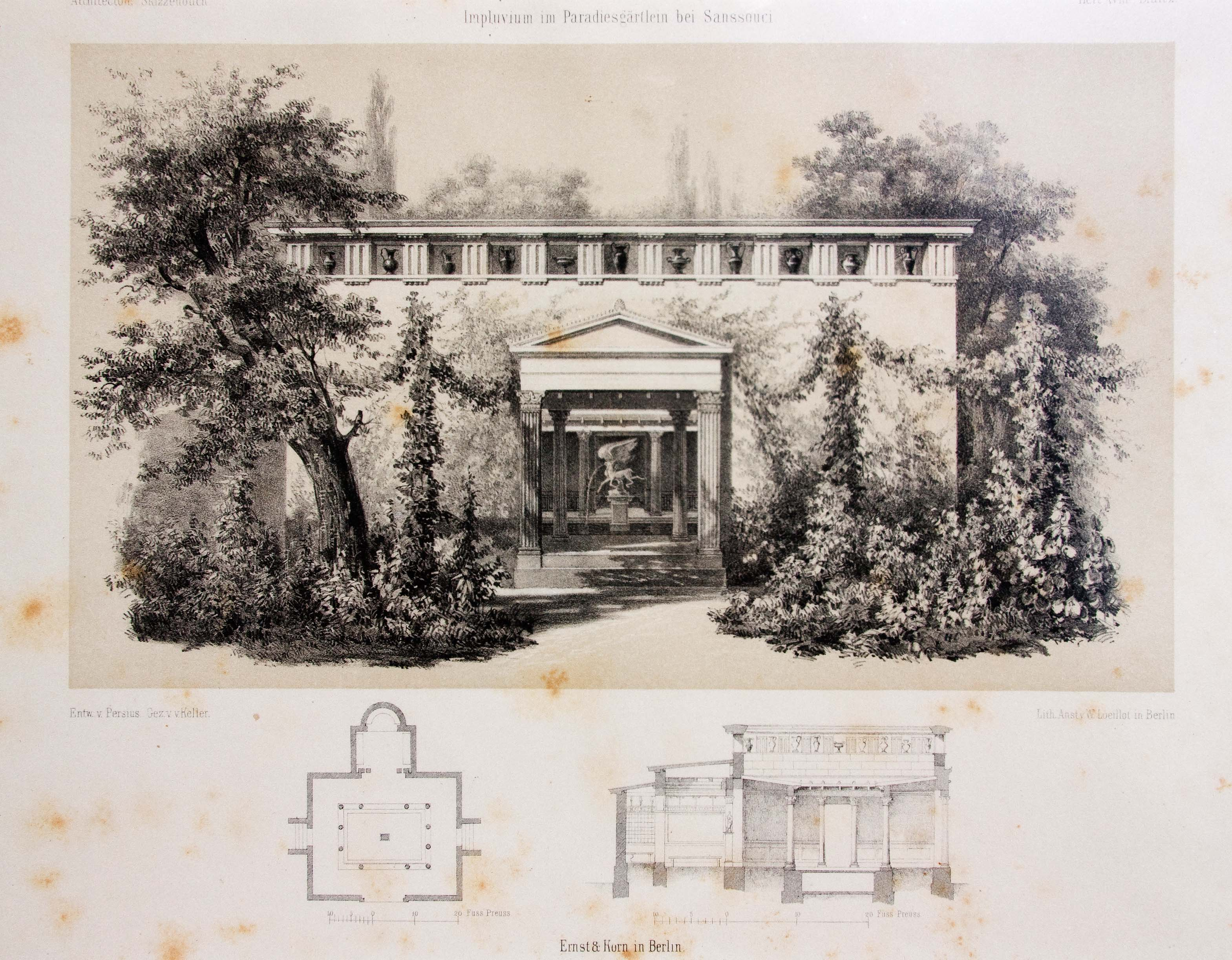
Grabado de Ludwig Persius, publicado en 1854
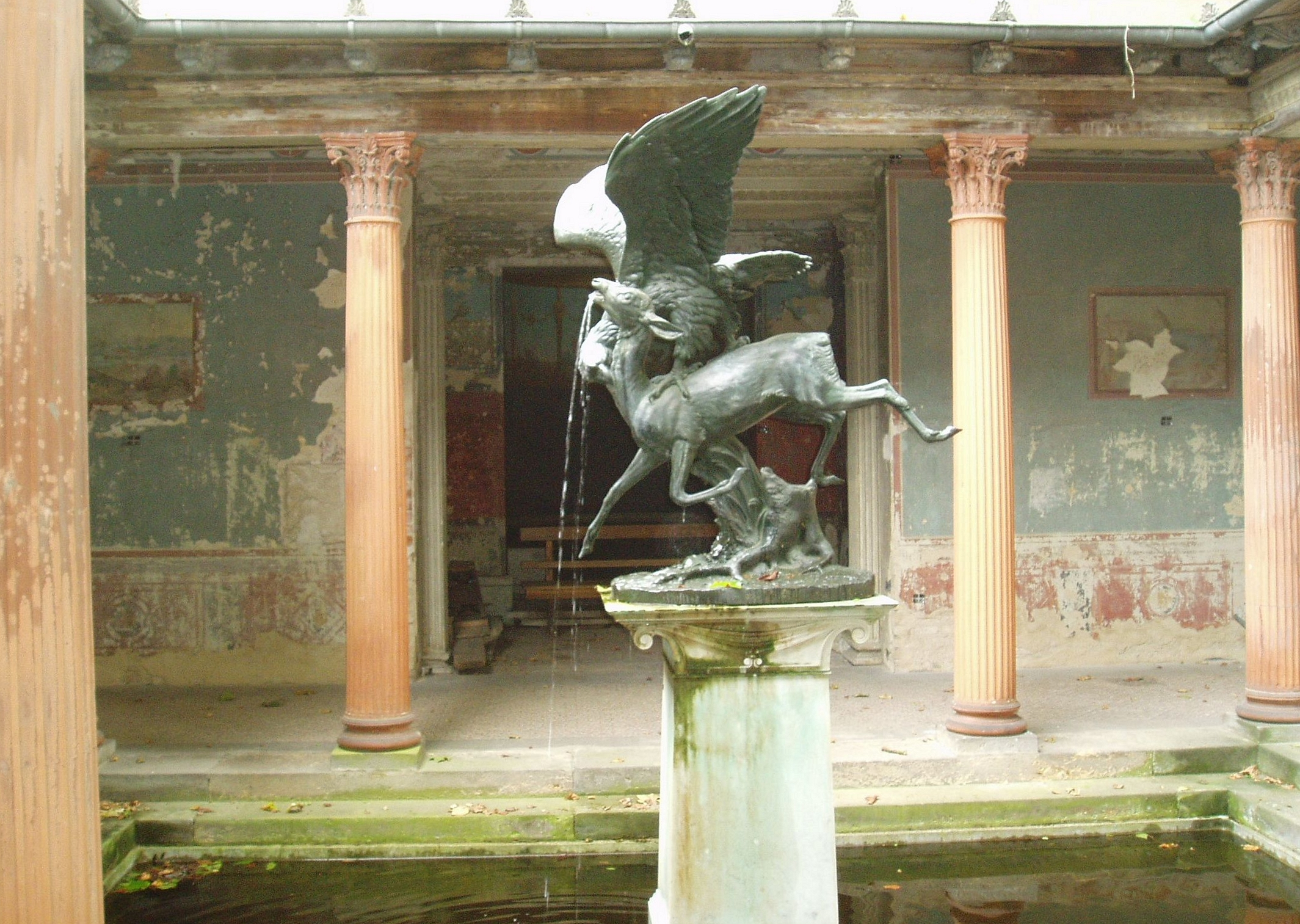
Figuras en el Atrium de Friedrich Leopold Bürde, 1846
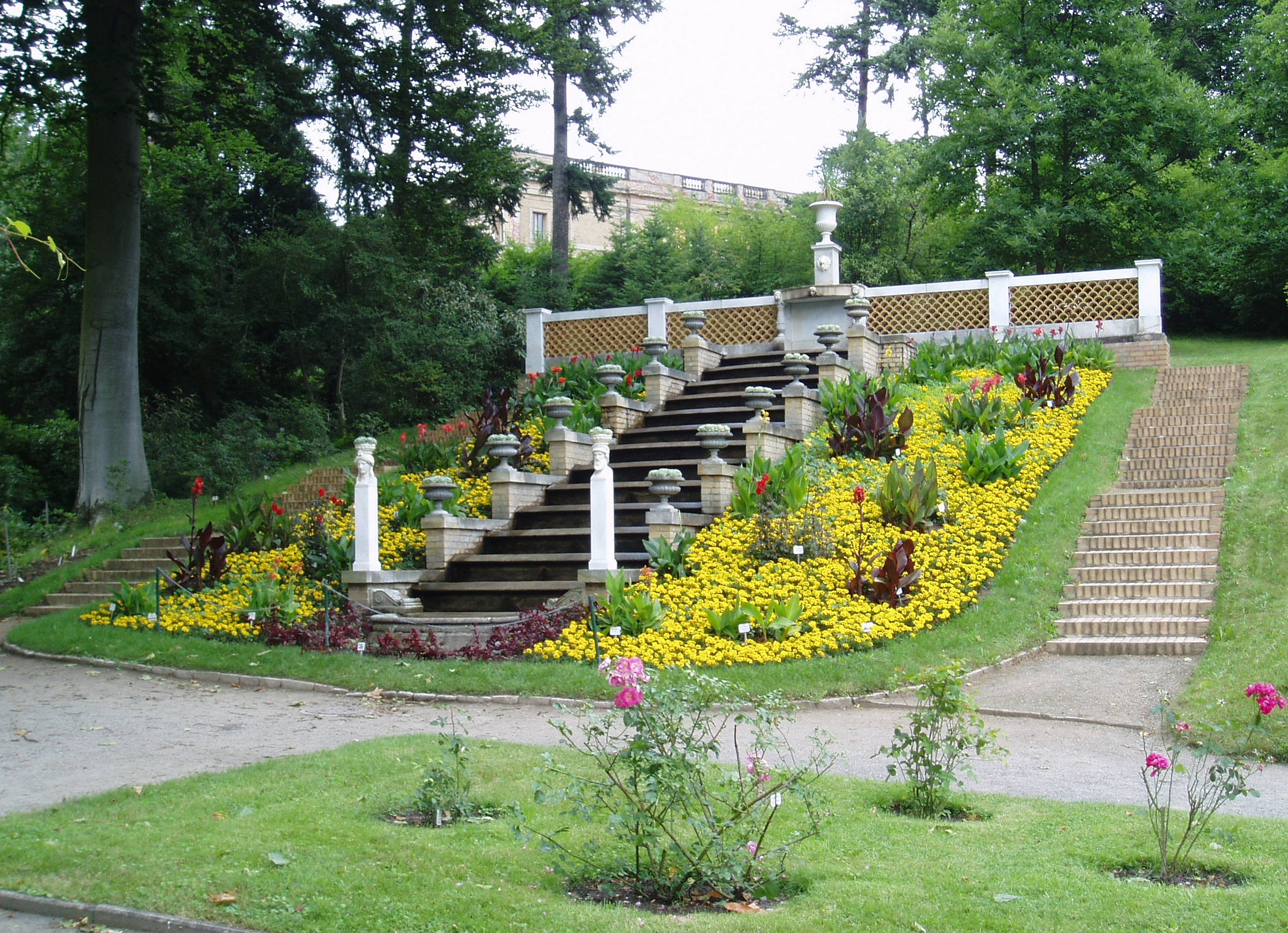
Cascada en el Paradiesgarten.

## Literatura
- Botanischer Garten der Universität Potsdam (Hrsg.): Wegweiser durch die Gewächshäuser und Freilandanlagen des Botanischen Gartens der Universität Potsdam. Potsdam 1994
- Brandenburgisches Landesamt für Denkmalpflege und Archäologisches Landesmuseum und Stiftung Preußische Schlösser und Gärten Berlin-Brandenburg (Hrsg.): Peter Joseph Lenné. Parks und Gärten im Land Brandenburg. Wernersche Verlagsgesellschaft mbH, Worms 2005, ISBN 3-88462-217-X, S. 233 f.
- Generaldirektion der Stiftung Preußische Schlösser und Gärten Berlin-Brandenburg (Hrsg.): Nichts gedeiht ohne Pflege. Die Potsdamer Parklandschaft und ihre Gärtner. Druck- und Verlagsgesellschaft Rudolf Otto mbH, Potsdam 2001, S. 291 f.
- Stiftung Preußische Schlösser und Gärten Berlin-Brandenburg (Hrsg.): Ludwig Persius – Architekt des Königs – Baukunst unter Friedrich Wilhelm IV. 1. Auflage, Verlag Schnell & Steiner, Potsdam 2003, ISBN 3-7954-1586-1, S. 154, S. 189
- Stiftung Preußische Schlösser und Gärten Berlin-Brandenburg: Preußisch Grün. Hofgärtner in Brandenburg-Preußen. Henschel Verlag, Berlín 2004, ISBN 3-89487-489-9